# All U Need Is Mosh
All U Need Is Mosh es el quinto álbum musical del grupo Plastilina Mosh realizado en el 2008 publicado en el 2009, el tema principal, All U Need Is Mosh es una parodia de All You Need Is Love, de The Beatles.
Alejandro Rosso, el bajista del grupo, explicó que el título de su nueva obra es un "deshomenaje" al grupo británico The Beatles, concretamente a su canción All You Need Is Love. El álbum cuenta con variedad de géneros musicales, como la música electrónica, pop y punk.

## Canciones
1. Toll Free.
2. Jonaz Goes to Hollywood.
3. My Party.
4. Let U Know.
5. Cut the Crap.
6. Arriba Dicembre.
7. Danny Trejo (feat. Niña Dioz).
8. Going to Mars Bolton.
9. Comeback Bitch.
10. San Diego Chargers.
11. Paso Fino (feat. Adrian Dargelos de Babasonicos).
12. Pervert Pop Song (feat. Gaby Garza y Patricia Lynn).